# SOUL GADGET RADIANT
『SOUL GADGET RADIANT』（ソウル ガジェット ラディアント）は、大森葵による日本の漫画作品。
『月刊コミックドラゴン』では『SOUL GADGET』、その後『コミックZERO-SUM増刊WARD』、『月刊ComicREX』で連載していた。
記憶喪失の少年ライルと霊魔装具（ガジェット）の謎を巡る旅を描く近代ファンタジー。

## あらすじ
幼い頃の記憶がないライルは、彼を拾ってくれたジオットと、同じように拾われたシェスカとともに暮らしていた。ライルの過去の手がかりになりそうなのは「チェルニィ」と呼ばれる謎の魔道具「霊魔装具」(ガジェット)のみだった。
そんなライルの前に現れたのが、彼と同じく霊魔装具を操る少女・ノイエ。過酷な宿命を背負う彼女と共にライルは旅立つことを決意する――。
使い手とつながり不思議な力を発揮するこの霊魔装具は、二人に何をもたらし、どこへ導くのか――？

## 登場人物
ライアール＝フォウン（ライル）
主人公の少年（15歳前後）。霊魔装具「チェルニィ」を操る。
幼少時にジオッドに拾われ義賊や古物鑑定士の助手として生活している。記憶を失っているが性格は明朗快活、考え悩むよりもまず行動するタイプ。また道具に残された「想い」を具象化する能力がある。
シェスカ＝フォウン
ライルの義妹。ライル同様にジオッドに拾われた。喜怒哀楽が激しくお転婆な性格で、兄想いだが少々嫉妬深い。一家の家事全般を担っている。
ジオッド＝フォウン
ライル・シェスカの義兄で弟妹とは20ほど歳が離れている。明るく楽天的かつ冷静な性格で弟妹の良き相談相手。以前は名の知れた義賊だったが引退し、現在は古物鑑定士を営んでいる。
ノイエ
作中のヒロイン。霊魔装具「ガリューク」を操る少女。魔道師ロゼオンを倒す為に旅をしている。頑なで負けず嫌いな性格。そのためライルと衝突することも多い。そのこともあり、少しずつライルに惹かれていく。
マリーシャ
女性の呪法師。行き倒れていたノイエと出会って以来、相棒として共に旅をしている。強気で男勝りだが何かとマヌケな面が多い。
デミル
チェルニィに封印されている魔属。自身の記憶を失っており、封印を解くことに協力するという条件でライルに力を貸す。
ロゼオン
霊魔装具を作り出している魔女。オルレイを憎んでおり、復讐としてノイエとガリュークを狙っている。
アーヴェント
ノイエの兄。父親のオルレイを憎み、復讐するためロゼオンの弟子になった。自作の霊魔装具「ラキフェス」を持つ。
オルレイ
ノイエ、アーヴェントの父親。「想いの力」を形にする研究を行っていたが、ロゼオンの刺客によって襲われ、ノイエに「ガリューク」を託して死亡した。

## 霊魔装具（ガジェット）
手のひらサイズ程の十字のような形状をした魔道具。使い手と同調することによって武器に変形する。「オリジナル」と呼ばれるものと、それを模倣して作り出されたものが存在し、特に「オリジナル」と呼ばれる霊魔装具は莫大な魔力を秘め、世界を変えるともいわれる。魔属などが封印されており、会話することもできる。
チェルニィ
ライルの持つ銃の霊魔装具。オリジナル。初期は全力でしか攻撃できず消耗も多かったが、後に同調を深めることによって威力を押さえると共に弾道の操作が可能になった。魔属のデミルが封印されている。
ガリューク
ノイエの持つ剣の霊魔装具。オリジナル。剣による斬撃と衝撃波で攻撃する。男性の剣士が封印されている。
ラキフェス
アーヴェントが自身で作成した剣の霊魔装具。複数の黒い衝撃波で攻撃する。核に拘束されている存在は「デミルに名を与えた者」を自称している。

## 単行本情報
- SOUL GADGET 1巻（角川書店 ISBN 978-4-04-926217-9）
- SOUL GADGET RADIANT 1巻（一迅社 ISBN 978-4-7580-5127-9）
- SOUL GADGET RADIANT 2巻（一迅社 ISBN 978-4-7580-5128-6）
- SOUL GADGET RADIANT 3巻（一迅社 ISBN 978-4-7580-5212-2）
- SOUL GADGET RADIANT 4巻（一迅社 ISBN 978-4-7580-6035-6）
- SOUL GADGET RADIANT 5巻（一迅社 ISBN 978-4-7580-6063-9）
- SOUL GADGET RADIANT 6巻（一迅社 ISBN 978-4-7580-6096-7）
- SOUL GADGET RADIANT 7巻（一迅社 ISBN 978-4-7580-6146-9)
- SOUL GADGET RADIANT 8巻（一迅社 ISBN 978-4-7580-6194-0)
- SOUL GADGET RADIANT 9巻（一迅社 ISBN 978-4-7580-6246-6)
- SOUL GADGET RADIANT 10巻（一迅社 ISBN 978-4-7580-6301-2)